# Грифоруж
Грифоруж (пол. Gryforóż) — польский дворянский герб.

## Описание
В красном поле серебряный гриф, взвившийся на дыбы влево, и в левой лапе держащий розу.
Над щитом из дворянской короны выходит подобный же гриф с розою, влево. Герб Грифоруж (употребляют: Розены) внесен в Часть 2 Гербовника дворянских родов Царства Польского, стр. 75

## Герб используют
Розены, происходящее от Адама Розена, Адвоката при Апелляционном Суде Царства Польского, который за отличие по службе ВСЕМИЛОСТИВЕЙШЕ возведен в потомственное дворянство, с пожалованием ему вышеозначенного герба, грамотою ГОСУДАРЯ ИМПЕРАТОРА И ЦАРЯ НИКОЛАЯ I, 1829 года июля 30 (Августа 11) дня. 